# 高俅
高俅（？—1126年6月6日），北宋末禁軍統帥之一。因為是四大名著之一《水滸傳》的主要反面人物而廣為人知。

## 生平
高俅的早年事迹，见于宋人筆記。南宋王明清《揮麈錄》中记载，高俅本为苏轼书童，擅长书法与蹴鞠。元祐八年（1093年）苏轼先后将高俅推荐给曾布和驸马王诜，又获端王赵佶赏识。
趙佶即位后，是為宋徽宗，想要升遷高俅，於是命高俅到劉仲武的部隊效力，劉、高相處得相當融洽，劉仲武立了軍功，也都稱許高俅的幫助。
政和七年正月十一日（1117年2月14日）宋徽宗以殿前都指揮使高俅為太尉。
宣和四年五月初五日（1122年6月10日）高俅加開府儀同三司。
靖康元年五月十四日（1126年6月6日）高俅死。按照慣例，宋欽宗應當為其舉哀，太學博士李若水上書說：「高俅因受寵信而登據顯赫之位，敗壞國家軍政，導致金人長驅直入，其罪應當與童貫相等。他已經未受懲處而死，但還應當追奪其官秩，向天下昭示受到朝廷唾棄，而禮部尚且因循慣例，欲加以繁文縟節之禮，豈能平息公論。」兩日後，高俅被追奪官秩。

## 小說事蹟
高俅是古典小說《水滸傳》的首席歹角，與蔡京、童貫、楊戩同為《水滸傳》四大奸臣。第二回的高俅發蹟史，就是根據《揮麈錄》改編而成。高俅以一市井小流氓的身份出場，因為具有很高蹴鞠技術，被喜愛蹴毬的端王賞識。端王登基成為道君皇帝後，高俅便飛黃騰達，很快官至太尉。
高俅後來因為養子高衙內看上了林冲的妻子，便設計陷害林冲，使他被發配滄州。又遣陸謙和富安去追殺林冲，兩人反被林冲所殺。林冲由此上了梁山。
梁山壯大之後，高俅想要剷除這口眼中釘，領兵討伐，反而被活捉上山。
宋江被招安，為朝廷平定各方叛逆後，高俅仍舊猜忌梁山的人，暗中用毒酒鴆殺盧俊義和宋江。而阮小七亦被其黨羽奪去官位，貶為平民。
《蕩寇志》中，高俅與蔡京等人勾結梁山，後被雷橫及朱仝所殺。朱仝把其首級送給林冲，藉此醫治他，但林冲反被其首級氣死。